# Islandia en los Juegos Olímpicos de Moscú 1980
Islandia estuvo representada en los Juegos Olímpicos de Moscú 1980 por un total de 9 deportistas que compitieron en 3 deportes.  
El portador de la bandera en la ceremonia de apertura fue el halterófilo Birgir Borgþórsson. El equipo olímpico islandés no obtuvo ninguna medalla en estos Juegos.